# Öster-Tranatjärnen
Öster-Tranatjärnen är en sjö i Bräcke kommun i Jämtland och ingår i Ljungans huvudavrinningsområde.